# Loxostege sticticalis
Loxostege sticticalis là một loài bướm đêm thuộc họ Crambidae. Nó được tìm thấy ở miền Cổ bắc và miền Tân bắc.
Sải cánh dài 24–29 mm. Con trưởng thành bay từ tháng 5 đến tháng 9 tùy theo địa điểm.
Ấu trùng ăn nhiều loại cây thân thảo khác nhau như Artemisia vulgaris, Beet, Chenopodium album và Artemisia campestris. Nó có thể là côn trùng gây hại Sugar beet và thuốc lá.

## Hình ảnh

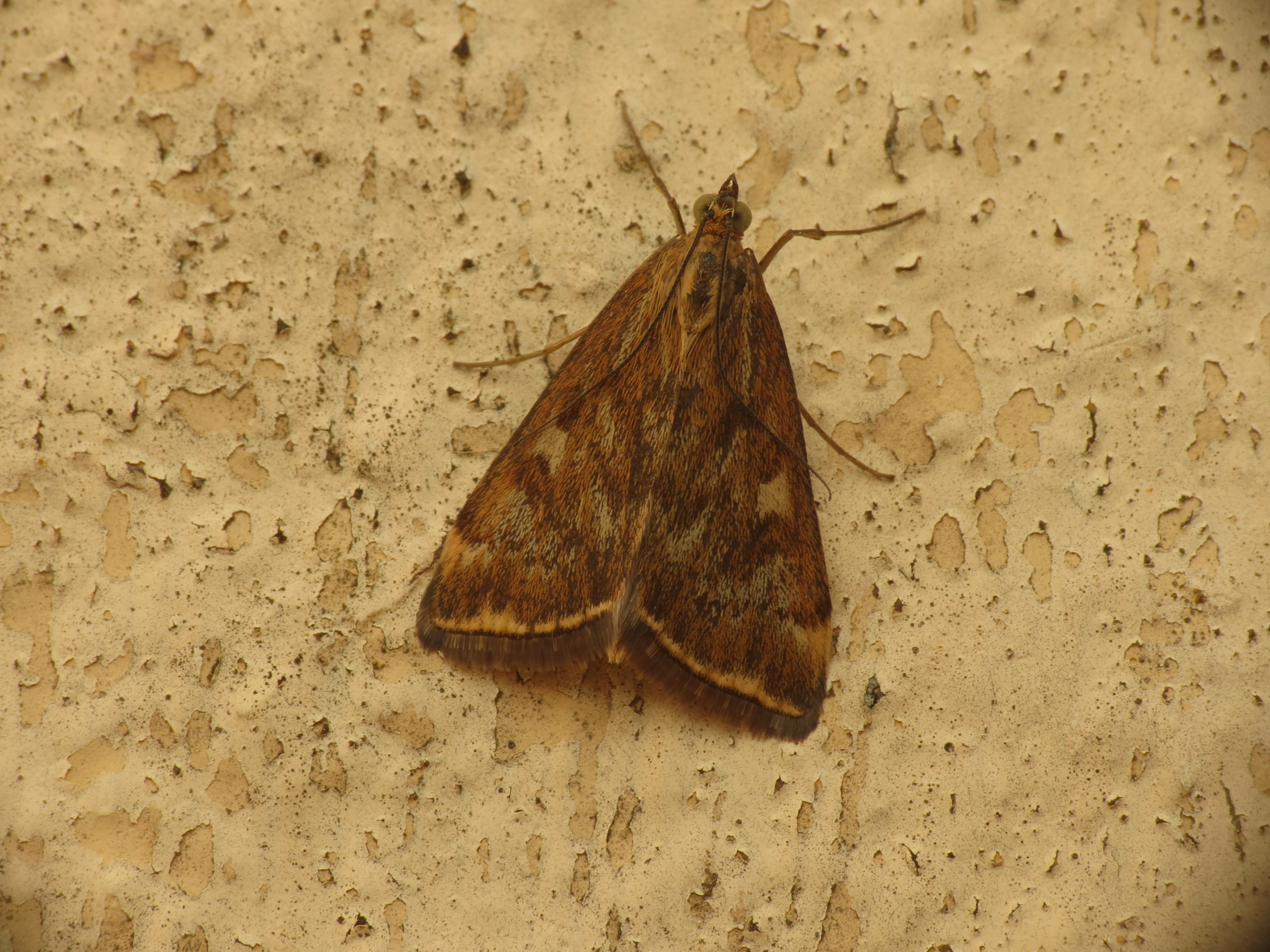
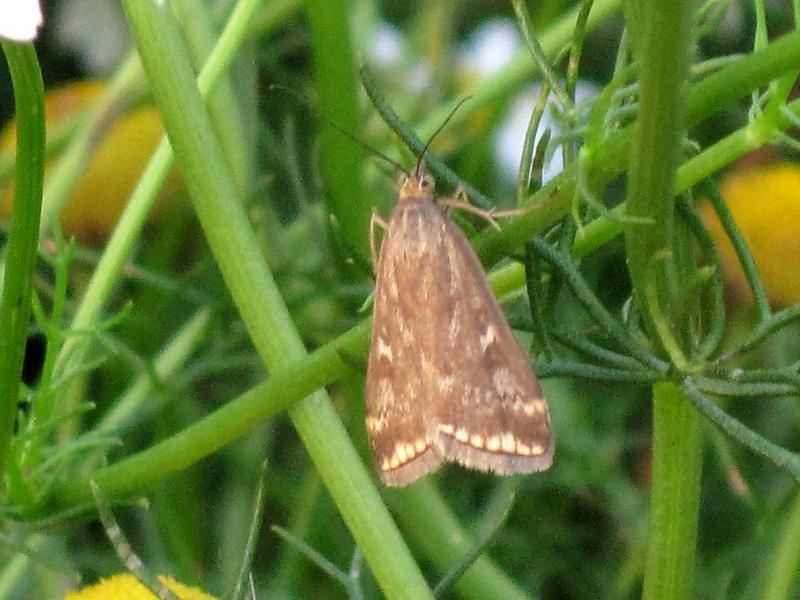
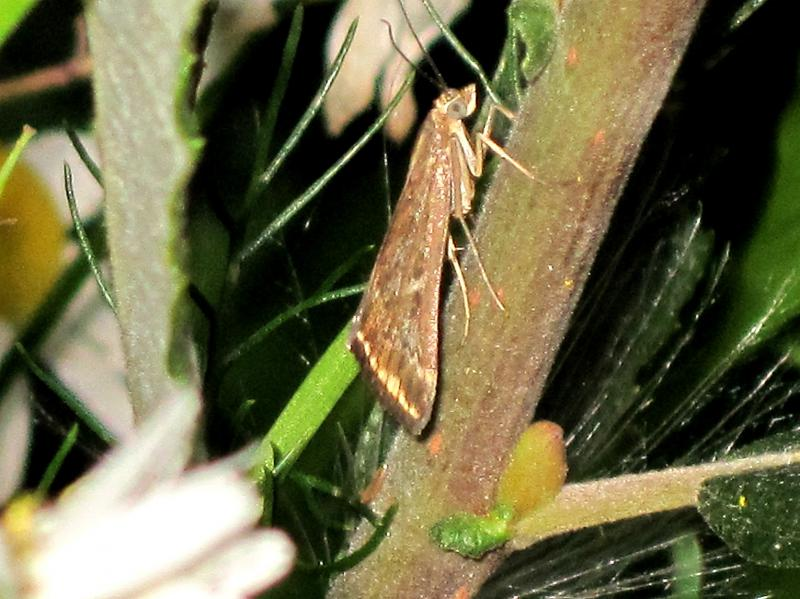
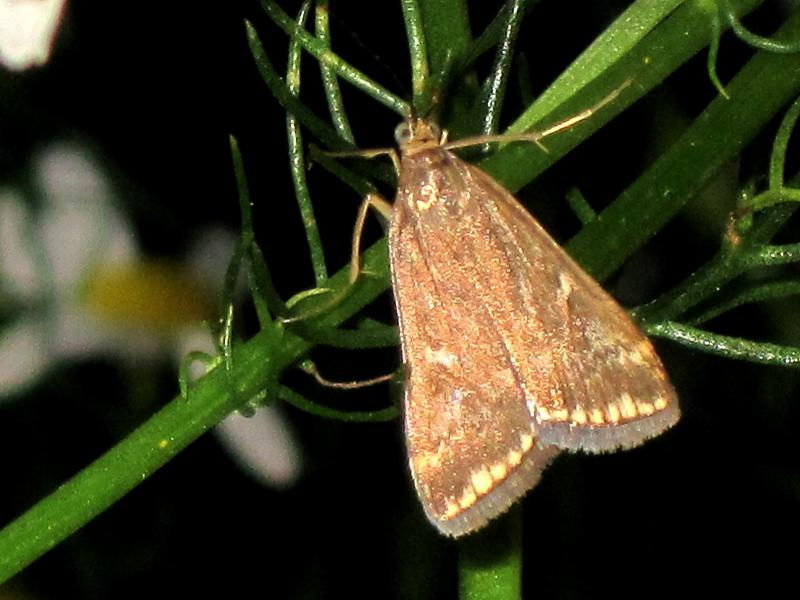